# مسجد محدثین بابل

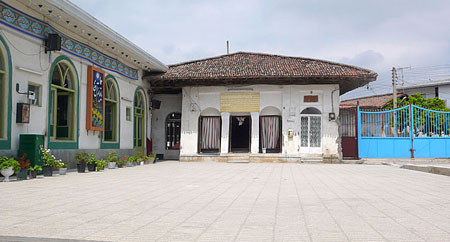
تصویر مسجد محدثین

مسجد مقدس محدثین نام مسجدی تاریخی در شهر بابل در استان مازندران است. نقل گشته است که این مسجد به گفته امام زمان ساخته شده است.

## تاریخچه
این مسجد در دوران دودمان افشاریه (در زمان پادشاهی نادرشاه افشار) به دست محمدنصیر بارفروشی مشهور به «ملانصیرا» (متوفای ۱۱۵۰ قمری و مدفون در جوار همین مسجد) ساخته‌شد. قدمت این مسجد به 300 سال می‌رسد. مرحوم ملانصیرا در حدود سال ۱۱۵۰یا ۱۱۶۰ قمری از دنیا رفت و طبق وصیت خودش در مسجد محدّثین بابل دفن گردید. مقبره ایشان توسط حاکم مازندران در زمان ناصر الدین شاه بنا شده‌است. پس از وی علمای دیگری همچون مرحوم شیخ کبیر، در جوار قبر وی تدفین گردیده‌اند. این مسجد در سال ۱۳۴۶ بازسازی شد و قسمتهایی به آن اضافه گردید. در سال ۱۳۷۲ نیز بخش‌های دیگری به شبستان آن اضافه شد.
هم اکنون این مسجد به جهت فعالیت‌های فرهنگی بسیار از  مساجد محور استان بشمار آمده و ساختمان فرهنگی آن در سال 1390 بنا گردید که فعالیت‌های آن بسیج خواهران، کتابخانه مهدویت، کانون علوم دینی حضرت نرجس خاتون(س) ، کانون فرهنگی هنری خانه خورشید، زنبیه، محفل آموزشی خادمان و آشپزخانه حضرت از فعالیت‌های در این ساختمان است.
مهمترین برنامه هفتگی این مکان مقدس دعای توسل سه شنبه‌ها و زیارت آل یاسین جمعه‌ها بعد نماز عشابا سخنرانی و مداحی است که جمعیت چشمگیری دارد.

## ارتباط با امام زمان
بنابر نوشته وبگاه مسجد، این مسجد به دستور امام زمان بنا شده‌است.
عده‌ای این مسجد را جمکران دوم نامیدند. بر اساس حروف ابجد، نام‌های المحدثین و الحجه بن الحسن هر دو دارای ۶۳۴، و نام‌های مسجد المحدثین و الموعود ابن الحسن العسکری هر دو دارای عدد ۷۵۰ هستند.
ملا نصیرا در بنای محراب این مسجد، دستور امام عصر (عج) را به صورت کتیبه ای، که سالیانی دراز بر روی محراب مسجد نقش بسته است، چنین بیان می‌کند:
(لَقَد اَمَرَ الشَّمسُ الخَفی خاتِمُ المَعصُومینَ بِبِناءِ هَذا وَ سَمّاهُ بِمَسجِدِ المُحَدِّثینَ) یعنی: به تأکید آن خورشید پنهان، آخرین معصوم، به ساختن این مکان امر فرمود و آن را مسجد محدثین نامید. شعبان المعظم۱۱۳۶هـ».
در کتاب اعیان الشیعه از قول علامه شیخ آغا بزرگ تهرانی صاحب الذریعه سرگذشت این مسجد و مرحوم ملانصیرا ذکر گردید و ایشان به دستور امام عصر(عج) اقامه نماز جمعه کرده‌است.

### عمومی
- «آشنایی با مسجد مقدس محدثین - بابل». همشهری‌آنلاین. دریافت‌شده در ۲۰ تیر ۱۳۸۸.[پیوند مرده]

### ویژه
1. ↑  «تاریخچه». وبگاه مسجد محدثین. بایگانی‌شده از اصلی در ۱۶ ژوئیه ۲۰۰۹. دریافت‌شده در ۲۰ تیر ۱۳۸۸.
2. ↑  «جمکران دوم کجاست؟». فردانیوز. دریافت‌شده در ۲۰ تیر ۱۳۸۸.
3. ↑  «آشنایی با ملانصیرا بانی مسجد محدثین (جمکران ثانی)». خبرگزاری شبستان. پارامتر |پیوند= ناموجود یا خالی (کمک); پارامتر |تاریخ بازیابی= نیاز به وارد کردن |پیوند= دارد (کمک)